# 가이라쿠엔역
가이라쿠엔역(일본어: 偕楽園駅, かいらくえんえき)은 일본 이바라키현 미토시에 있는 철도역이고 임시승강장이다.
가이라쿠엔에서 열리는 매화 축제(梅祭り 우메마츠리[*]) 기간인 매년 2 ~ 3월에만 임시로 영업한다.
하행선(미토 방면)에만 승강장이 개설되어 있으며, 영업 기간 중에는 특급 프레시 히타치 호, 슈퍼 히타치 호도 정차한다. Suica는 사용할 수 없다.

## 역세권 정보
- 가이라쿠엔
- 조반 신사
- 지나미 호

## 역사
- 1925년 2월 2일 - 임시승강장으로 영업 개시.
- 1987년 4월 1일 - 민영화에 따라 동일본 여객철도의 소속이 되었다.